# رياض سيف
رياض سيف (1946 -) ولد في مدينة دمشق في عائلة من الطبقة المتوسطة، نال الثانوية العامة سنة 1965، لم يكمل تعليمه في كلية العلوم في جامعة دمشق، بل اتجه نحو العمل الصناعي.
أسس رياض سيف مع اثنين من شركائه «مصنع النسيج 400» (رغم فقر حال عائلته)، وهي علامة تجارية مميزة في سورية اسمه «سايزا»، وتعتبر الآن من أكبر شركات سوريا للألبسة الجاهزة، حيث يعمل فيها 1,050 عاملاً وتنتج 5,000 قطعة جاهزة يومياً، وتنمو بوتيرة عالية تزيد عن 10% سنوياً. وتنتج الشركة وتبيع جميع أنواع الملابس التي تعرضها الشركة الألمانية أديداس بترخيصٍ رسمي منها. وقد استطاع رياض الحصول على عقود تصدير ملابس إلى الاتحاد السوفيتي، ومن ثم عقود تصدير إلى أوروبا تحت الاسم التجاري «ندى».
اتجه في عام 1994 إلى الحقل السياسي بدخوله مجلس الشعب السوري كمرشح مستقل، وقد تكرَّر انتخابه في الدورة التالية عام 1998 واصطبغ خطابه بمزيد من الجرأة والنقد للاقتصاد والسياسة الاقتصادية.
يُعد رياض سيف من نشطاء المنتديات السياسية والفكرية ولجان إحياء المجتمع المدني في سوريا، تلك المنتديات التي نشطت في الفترة التي تلت وصول بشار الأسد إلى الرئاسة وهي الفترة التي تسمى عادة ربيع دمشق.
في 23 من شهر أيار مايو 2001 فتح رياض سيف ملف الهاتف الخليوي في مجلس الشعب وقال بأن الصفقة تضيع على الدولة قرابة 346 مليار ليرة سورية، وهو ما يعادل 7 مليارات دولار تقريباً، ثم قدم دراسة مفصلة تحت عنوان «صفقة عقود الخليوي». واعتقل على خلفية ذلك بعد أن رُفعت عنه الحصانة النيابية وحكمت عليه محكمة الجنايات بالسجن لخمس سنوات. أفرج عنه عام 2006.

## إعلان دمشق والثورة السورية
بدأ محاكمته في الثلاثين من حزيران عام 2008 مع 12 ناشطاً آخرين بسبب توقيع إعلان دمشق، وحكم عليه بالسجن سنتين ونصف في شهر تشرين الأول سنة 2008 بتهمة «نقل أنباء كاذبة من شأنها أن توهن نفسية الأمة».
أفرج عنه في 28 من تموز سنة 2010 بعد إنهاء محكوميّته، ليكون قد أمضى في السجن 8 سنوات في المجمل كسجين سياسي معارض. وقد تم اعتقاله مرة ثالثة في السابع من أيار سنة 2011 من دمشق إثر مشاركته في تظاهرة قامت في منطقة الميدان وسط دمشق من أمام جامع الحسن عقب صلاة الجمعة خلال الثورة السورية.
في الأول من تشرين الثاني سنة 2012 وبالتزامن مع التصريحات التي أطلقتها وزيرة الخارجية الأمريكية هيلاري كلينتون عن الحاجة لمزيد من المعارضة، طُرِحت مبادرة رياض سيف لتشكيل حكومة تكنوقراط، وتمت دعوة جميع الأطراف السياسية السورية المعارضة لحضور الإعلان عن المبادرة في قطر.
انتخب رئيسًا دوريًا للائتلاف الوطني لقوى الثورة والمعارضة السورية في 6 أيار 2017 لمدة سنة خلفًا لأنس العبدة.